# Cynopterus brachyotis
Cynopterus brachyotis é uma espécie de morcego da família Pteropodidae. Pode ser encontrada na Índia, Sri Lanka, Mianmar, Tailândia, Camboja, Laos, Vietnã, China, Malásia, Singapura, Indonésia e Timor-leste. O tempo de vida dessa espécie é de aproximadamente 20 a 30 anos.

## Dieta
O Cynopterus brachyotis frugívoros. Com preferência para as frutas aromáticas, especialmente mangas. Os morcegos se alimentam principalmente de pequenos frutos por sugando os sucos e polpa macia. Eles também comem néctar e pólen.

## Leitura de apoio
- SIMMONS, N. B. Order Chiroptera. In: WILSON, D. E.; REEDER, D. M. (Eds.). Mammal Species of the World: A Taxonomic and Geographic Reference. 3. ed. Baltimore: Johns Hopkins University Press, 2005. v. 1, p. 312-529.
- CSORBA, G.; BUMRUNGSRI, S.; FRANCIS, C.; BATES, P.; GUMAL, M.; KINGSTON, T.; MOLUR, S.; SRINIVASULU, C. 2008. Cynopterus brachyotis. In: IUCN 2008. 2008 IUCN Red List of Threatened Species. <www.iucnredlist.org>. Acessado em 31 de dezembro de 2008.